# داریوش رجبیان
داریوش رجبیان روزنامه‌نگار، خبرنگار و از مجریان تلویزیون فارسی بی‌بی‌سی است. او اصالت تاجیک دارد و مقیم بریتانیا است. او که علاقهٔ فراوانی به زبان فارسی دارد، بنیانگذار و سردبیر مجلهٔ «زبان پارسی» در تاجیکستان بوده‌است. دولت تاجیکستان به بهانه ارتباط این مجله با جمهوری اسلامی ایران، از چاپ و انتشار این مجله خودداری می‌کند.

## جوایز
او از همایش سراسری فارسی زبانان در بریتانیا برندهٔ جایزهٔ «قند پارسی» شده‌است.